# 干潟站
干潟站（日语：／ Higata eki */?）是位於千葉縣旭市ニ6454號，東日本旅客鐵道（JR東日本）的總武本線車站。車站名稱「干潟」取自椿海。

## 歷史
- 1898年（明治31年）2月25日：總武鐵道車站啟用[1]。
- 1907年（明治40年）9月1日：總武鐵道被國有化（日语：鉄道国有法），成為帝國鐵道廳車站[1]。
- 1971年（昭和46年）10月1日：結束貨物起卸業務。
- 1987年（昭和62年）4月1日：伴隨國鐵分割民營化，車站由東日本旅客鐵道（JR東日本）營運[2]。
- 日期不詳：成為業務委託車站。
- 2009年（平成21年）3月14日：此站開始使用IC卡「Suica」[3]。成為東京近郊區間範圍內[3]。

## 車站構造

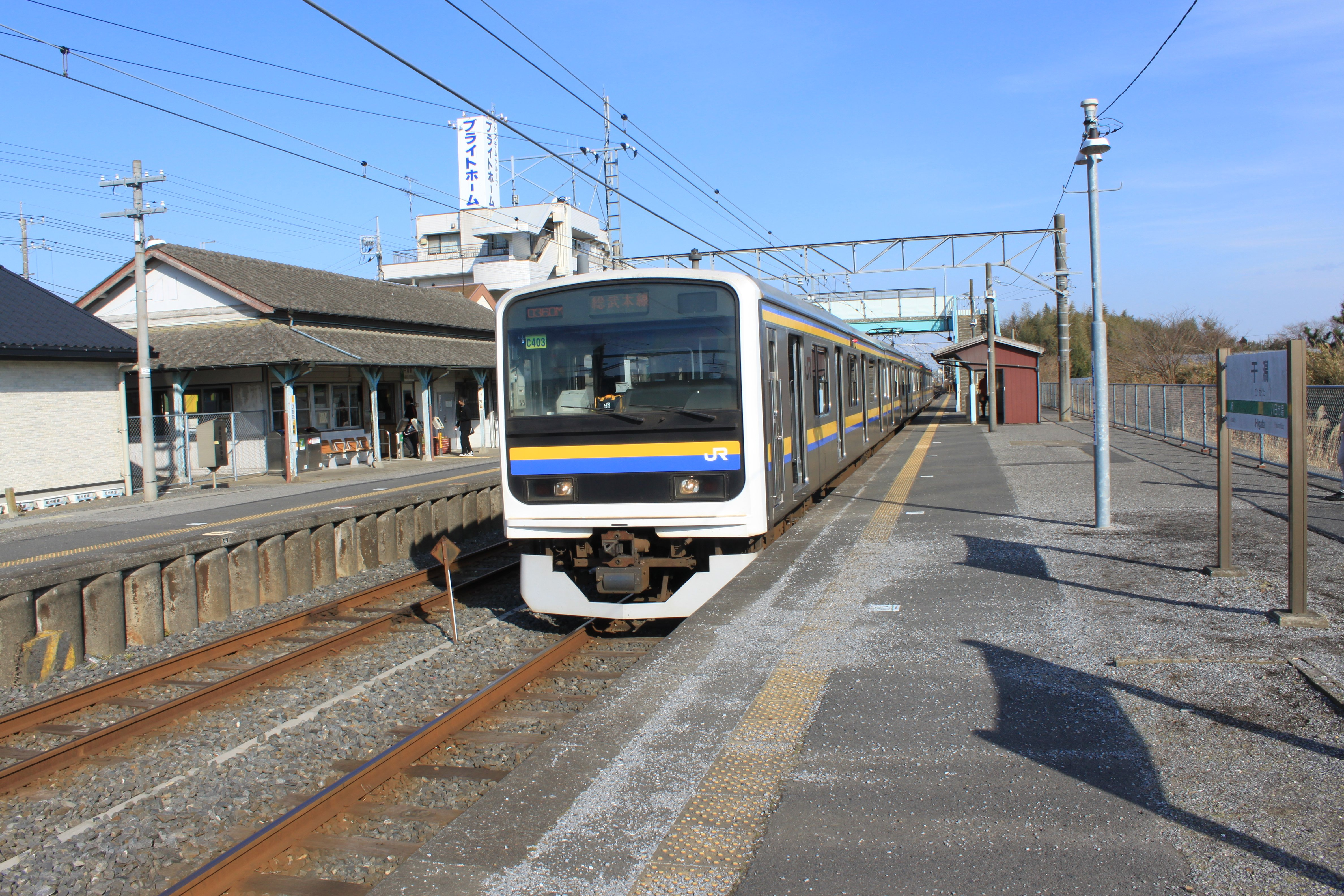
月台（2012年1月28日）

此站是地面車站，設有2面2線的相對式月台。曾經此站設有0號月台。月台沒有提高高度。兩月台之間設有跨線橋連接。
此站是由銚子站管理的業務委託站，委托JR東日本車站服務負責車站業務。早上和晚間沒有職員當值。
此站設有自動售票機和簡易Suica閘機。在2010年夏天，閘口內設有濕廁。

### 月台
| 月台 | 路線      | 上下行 | 方向                 |
| ---- | --------- | ------ | -------------------- |
| 1    | ■總武本線 | 上行   | 成東、佐倉、千葉方向 |
| 2    | ■總武本線 | 下行   | 旭、銚子方向         |

參考
- 月台可容納8卡車廂。

## 使用狀況
在2019年（令和元年）度1日平均乘車人次為837人，以下為乘車人次變化列表：
| 乘車人次變化       | 乘車人次變化     | 乘車人次變化 |
| 年度               | 1日平均 乘車人次 | 參考資料     |
| ------------------ | ---------------- | ------------ |
| 1990年（平成02年） | 1,287            | [ * 1 ]      |
| 1991年（平成03年） | 1,347            | [ * 2 ]      |
| 1992年（平成04年） | 1,405            | [ * 3 ]      |
| 1993年（平成05年） | 1,372            | [ * 4 ]      |
| 1994年（平成06年） | 1,319            | [ * 5 ]      |
| 1995年（平成07年） | 1,305            | [ * 6 ]      |
| 1996年（平成08年） | 1,279            | [ * 7 ]      |
| 1997年（平成09年） | 1,238            | [ * 8 ]      |
| 1998年（平成10年） | 1,172            | [ * 9 ]      |
| 1999年（平成11年） | 1,128            | [ * 10 ]     |
| 2000年（平成12年） | 1,067            | [ * 11 ]     |
| 2001年（平成13年） | 1,059            | [ * 12 ]     |
| 2002年（平成14年） | 1,048            | [ * 13 ]     |
| 2003年（平成15年） | 1,055            | [ * 14 ]     |
| 2004年（平成16年） | 1,027            | [ * 15 ]     |
| 2005年（平成17年） | 1,012            | [ * 16 ]     |
| 2006年（平成18年） | 981              | [ * 17 ]     |
| 2007年（平成19年） | 949              | [ * 18 ]     |
| 2008年（平成20年） | 922              | [ * 19 ]     |
| 2009年（平成21年） | 891              | [ * 20 ]     |
| 2010年（平成22年） | 911              | [ * 21 ]     |
| 2011年（平成23年） | 912              | [ * 22 ]     |
| 2012年（平成24年） | 887              | [ * 23 ]     |
| 2013年（平成25年） | 929              | [ * 24 ]     |
| 2014年（平成26年） | 948              | [ * 25 ]     |
| 2015年（平成27年） | 974              | [ * 26 ]     |
| 2016年（平成28年） | 974              | [ * 27 ]     |
| 2017年（平成29年） | 936              | [ * 28 ]     |
| 2018年（平成30年） | 865              | [ * 29 ]     |
| 2019年（令和元年） | 837              |              |

## 車站周邊

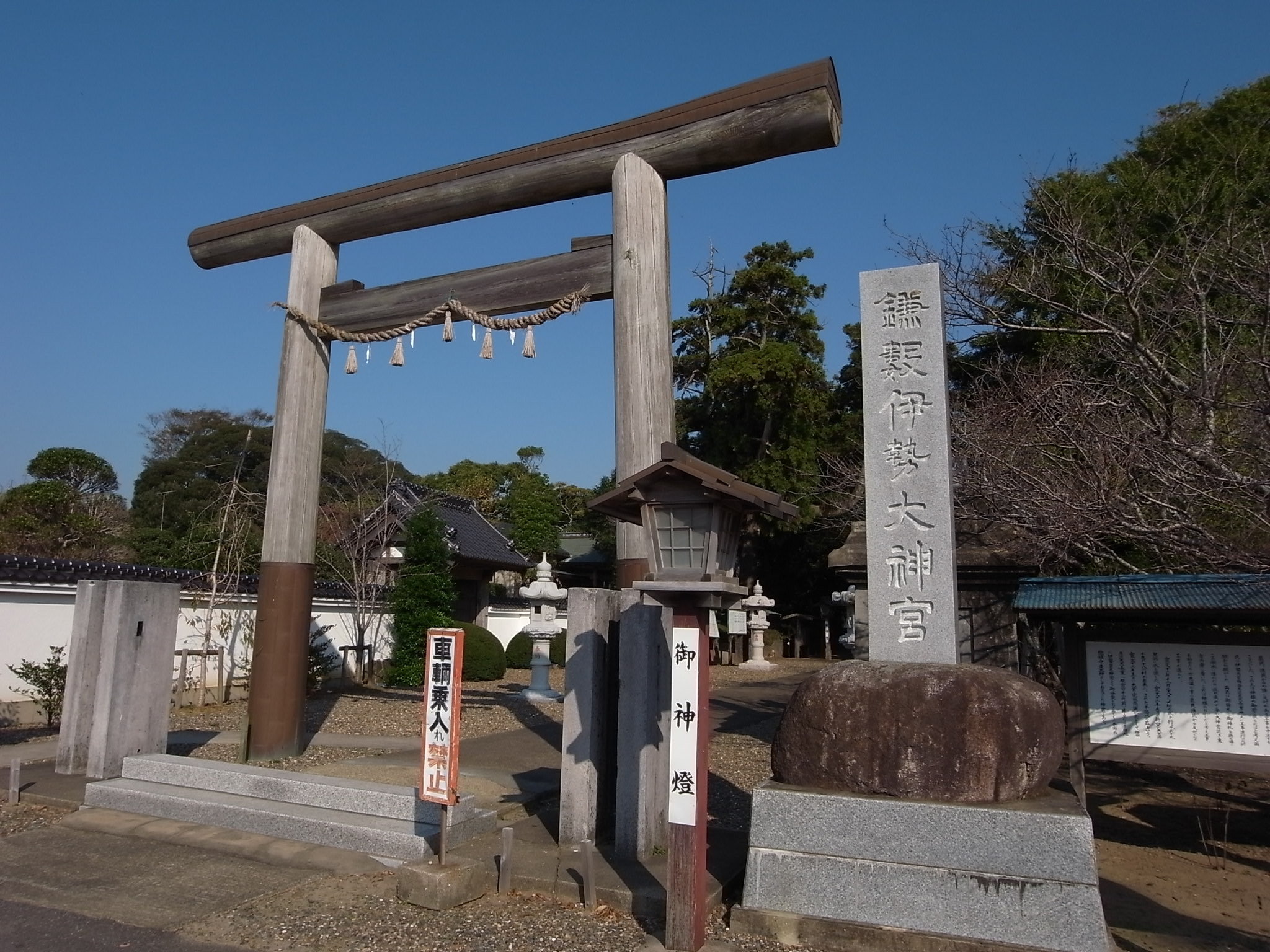
鎌數伊勢大神宮

站前設有國道126號。沿國道上設有商業設施和餐廳（連鎖店）。從車站步行約10分鐘設有旭新產業園和旭鎌數工業團地（舊大日本帝國海軍香取航空基地遺址建設的工業團地）。該處設有Zensho、湯淺·船食、佐川急便等工廠和物流倉庫。
- 國道126號（日语：国道126号）
- 千葉縣道56號佐原椿海線（日语：千葉県道56号佐原椿海線）
- 千葉縣立旭高等技術專門校
- 千葉縣立東總工業高等學校（日语：千葉県立東総工業高等学校）
- 旭市立干潟小學
- 旭孝二幼稚園（認定兒童園（日语：認定こども園））
- 干潟站前通郵局
- 東洋汽車訓練學校
- 旭新產業國（旭鎌數工業團地）
- 銚子商工信用組合（日语：銚子商工信用組合）干潟分店
- 佛蘭西屋總店
- 鎌數伊勢大神宮（日语：鎌数伊勢大神宮）
- 干潟公園

主要商業設施
- 唐吉訶德旭店
- 大洋Big House（日语：タイヨー (茨城県)）旭店
- Trial 旭川口店
- Human Plaza帶鶴

## 巴士路線
| 乘車處   | 系統         | 主要途經                         | 目的地     | 巴士公司         | 備註                      |
| -------- | ------------ | -------------------------------- | ---------- | ---------------- | ------------------------- |
| 干潟站   | 旭地區路線   | 九十九里團地、市政廳、旭站       | 旭中央醫院 | 旭市社區巴士     | 右回                      |
| 干潟站   | 旭地區路線   | 神宮寺原、椎名內仲町、旭站       | 旭中央醫院 | 旭市社區巴士     | 左回                      |
| 干潟站   | 干潟地區路線 | 湯木坂上、干潟分所、萬歲、旭站東 | 旭中央醫院 | 旭市社區巴士     | 右回                      |
| 干潟站   | 干潟地區路線 | 九十九里團地、市政廳、旭站       | 旭中央醫院 | 旭市社區巴士     | 左回                      |
| 干潟站   | 椿海循環     | 椿宿、飯塚、市政廳前、八日市場站 | 市民醫院   | 匝瑳市內循環巴士 | 左回 只於平日和星期六服務 |
| 干潟站   | 椿海循環     | 椿梅小前、市政廳前、八日市場站   | 市民醫院   | 匝瑳市內循環巴士 | 右回 只於平日和星期六服務 |
| 干潟站前 | 高速         | 千葉站、千葉中央站、海濱幕張站   | 執照中心   | 千葉交通         | 平日只有1班               |

## 相鄰車站
東日本旅客鐵道（JR東日本）
■總武本線
八日市場－干潟－旭

## 注腳

### 使用狀況
1. ↑  千葉縣統計年鑑 （页面存档备份，存于）（日語） - 千葉縣
2. ↑  統計あさひ （页面存档备份，存于）（日語） - 旭市

JR東日本2000年度以後的乘車人次
1. ↑  各駅の乗車人員（2000年度） （页面存档备份，存于）（日語） - JR東日本
2. ↑  各駅の乗車人員（2001年度） （页面存档备份，存于）（日語） - JR東日本
3. ↑  各駅の乗車人員（2002年度） （页面存档备份，存于）（日語） - JR東日本
4. ↑  各駅の乗車人員（2003年度） （页面存档备份，存于）（日語） - JR東日本
5. ↑  各駅の乗車人員（2004年度） （页面存档备份，存于）（日語） - JR東日本
6. ↑  各駅の乗車人員（2005年度） （页面存档备份，存于）（日語） - JR東日本
7. ↑  各駅の乗車人員（2006年度） （页面存档备份，存于）（日語） - JR東日本
8. ↑  各駅の乗車人員（2007年度） （页面存档备份，存于）（日語） - JR東日本
9. ↑  各駅の乗車人員（2008年度） （页面存档备份，存于）（日語） - JR東日本
10. ↑  各駅の乗車人員（2009年度） （页面存档备份，存于）（日語） - JR東日本
11. ↑  各駅の乗車人員（2010年度） （页面存档备份，存于）（日語） - JR東日本
12. ↑  各駅の乗車人員（2011年度） （页面存档备份，存于）（日語） - JR東日本
13. ↑  各駅の乗車人員（2012年度） （页面存档备份，存于）（日語） - JR東日本
14. ↑  各駅の乗車人員（2013年度） （页面存档备份，存于）（日語） - JR東日本
15. ↑  各駅の乗車人員（2014年度） （页面存档备份，存于）（日語） - JR東日本
16. ↑  各駅の乗車人員（2015年度） （页面存档备份，存于）（日語） - JR東日本
17. ↑  各駅の乗車人員（2016年度） （页面存档备份，存于）（日語） - JR東日本
18. ↑  各駅の乗車人員（2017年度） （页面存档备份，存于）（日語） - JR東日本
19. ↑  各駅の乗車人員（2018年度） （页面存档备份，存于）（日語） - JR東日本
20. ↑  各駅の乗車人員（2019年度） （页面存档备份，存于）（日語） - JR東日本

千葉縣統計年鑑
1. ↑  千葉縣統計年鑑（平成3年） （页面存档备份，存于）（日語）
2. ↑  千葉縣統計年鑑（平成4年） （页面存档备份，存于）（日語）
3. ↑  千葉縣統計年鑑（平成5年） （页面存档备份，存于）（日語）
4. ↑  千葉縣統計年鑑（平成6年） （页面存档备份，存于）（日語）
5. ↑  千葉縣統計年鑑（平成7年） （页面存档备份，存于）（日語）
6. ↑  千葉縣統計年鑑（平成8年） （页面存档备份，存于）（日語）
7. ↑  千葉縣統計年鑑（平成9年） （页面存档备份，存于）（日語）
8. ↑  千葉縣統計年鑑（平成10年） （页面存档备份，存于）（日語）
9. ↑  千葉縣統計年鑑（平成11年） （页面存档备份，存于）（日語）
10. ↑  千葉縣統計年鑑（平成12年） （页面存档备份，存于）（日語）
11. ↑  千葉縣統計年鑑（平成13年） （页面存档备份，存于）（日語）
12. ↑  千葉縣統計年鑑（平成14年） （页面存档备份，存于）（日語）
13. ↑  千葉縣統計年鑑（平成15年） （页面存档备份，存于）（日語）
14. ↑  千葉縣統計年鑑（平成16年） （页面存档备份，存于）（日語）
15. ↑  千葉縣統計年鑑（平成17年） （页面存档备份，存于）（日語）
16. ↑  千葉縣統計年鑑（平成18年） （页面存档备份，存于）（日語）
17. ↑  千葉縣統計年鑑（平成19年） （页面存档备份，存于）（日語）
18. ↑  千葉縣統計年鑑（平成20年） （页面存档备份，存于）（日語）
19. ↑  千葉縣統計年鑑（平成21年） （页面存档备份，存于）（日語）
20. ↑  千葉縣統計年鑑（平成22年） （页面存档备份，存于）（日語）
21. ↑  千葉縣統計年鑑（平成23年） （页面存档备份，存于）（日語）
22. ↑  千葉縣統計年鑑（平成24年） （页面存档备份，存于）（日語）
23. ↑  千葉縣統計年鑑（平成25年） （页面存档备份，存于）（日語）
24. ↑  千葉縣統計年鑑（平成26年） （页面存档备份，存于）（日語）
25. ↑  千葉縣統計年鑑（平成27年） （页面存档备份，存于）（日語）
26. ↑  千葉縣統計年鑑（平成28年） （页面存档备份，存于）（日語）
27. ↑  千葉縣統計年鑑（平成29年） （页面存档备份，存于）（日語）
28. ↑  千葉縣統計年鑑（平成30年） （页面存档备份，存于）（日語）
29. ↑  千葉縣統計年鑑（令和元年） （页面存档备份，存于）（日語）

## 外部連結
- 車站資訊（干潟）：東日本旅客鐵道（日語）